# Meg Waite Clayton
Meg Waite Clayton (Washington, 1 de janeiro de 1959) é uma escritora, jornalista e advogada norte-americana. Ela ficou mais conhecida por seus romances históricos passados na Segunda Guerra Mundial. Ela já foi best-seller do The New York Times.

## Biografia
Meg Waite Clayton nasceu na capital dos Estados Unidos, Washington D. C., formou-se na Universidade de Michigan, tendo diplomas em direito, história e psicologia.
Em posição política ela já comparou Donald Trump a Adolf Hitler, em 2019 ela disse:
| “ | Quando Trump foi eleito, mesmo antes de termos crianças em jaulas na fronteira, pude ver paralelos entre a sua ascensão e a ascensão de Hitler. Não quero exagerar… mas muitas das técnicas que Hitler utilizou são coisas que vejo Trump utilizar, como chamar os meios de comunicação de ‘lügenpresse’ ou ‘imprensa mentirosa’. | ” |

Ela foi criada como católica. Ela escreveu mais de 100 artigos para o Los Angeles Times, The New York Times, The Washington Post, revista Runner’s World e rádio pública.
Ela já trabalhou como advogada, hoje mora em Palo Alto, Califórnia com o marido, o escritor Mac Clayton e seus dois filhos.